# 3º Reggimento bersaglieri
Das 3. Bersaglieri-Regiment ist das am höchsten ausgezeichnete Regiment des italienischen Heeres. Es ist seit 2009 in Teulada auf Sardinien stationiert und untersteht der Infanteriebrigade Sassari. Das Regiment hat eine besondere Beziehung zur norditalienischen Metropole Mailand, wo es lange Zeit beheimatet war. Bis 2002 unterstand es dort als mechanisierter Infanterieverband der Panzerbrigade Centauro, nach deren Auflösung kam es bis 2009 zur Panzerbrigade Ariete. Im August 2008 ordnete das italienische Verteidigungsministerium im Rahmen von Rationalisierungsmaßnahmen die Verlegung des Regiments nach Sardinien an.

## Organisation
Das Regiment hat Bataillonsstärke und besteht aus einer Stabs- und Versorgungskompanie, drei mechanisierten Kompanien und einer schweren Kompanie. Es ist mit Radschützenpanzern vom Typ Freccia und mit geschützten Fahrzeugen vom Typ Lince ausgestattet, die schwere Kompanie mit 120mm-Mörsern und mit Spike-Panzerabwehrlenkwaffen.

## Geschichte

### 1861 bis 1946
Das 3. Bersaglieri-Regiment entstand am 31. Dezember 1861 als dienst- und disziplinarvorgesetztes Kommando für mehrere operativ selbständige Bersaglieri-Bataillone des III. Korps in Mailand. Im Jahr 1871 übernahm es auch die operative Führung der vier unterstellten Bataillone und verlegte seinen Sitz nach Parma. Gleichzeitig trug es mit etlichen Einheiten zur Aufstellung des neuen 8. Bersaglieri-Regiments bei. Teile des 3. Regiments nahmen in den Jahren danach an Operationen in den italienischen Kolonien in Afrika teil.
Im Ersten Weltkrieg kämpfte das Regiment von 1915 bis 1917 im Rahmen der 4. Armee in den Dolomiten und zwar 1915 zunächst im Raum Passo San Pellegrino und anschließend im Buchenstein im Zuge der Ersten und Zweiten Dolomitenoffensive rund um den Col di Lana, Monte Sief. Ab 1916 wurde das Regiment auch südlich des Buchsteins im Raum Padonkamm-Marmolata eingesetzt. Nach der 12. Isonzoschlacht wurde es an die neue Piavefront bei Zenson und Ponte Pinzano abgezogen, verblieb aber nur bis Anfang 1918 dort. Ab März 1918 stand es am östlichen Rand der Hochebene von Asiago bei Cima Val Bella, Cima Echar, Col del Rosso. Im Ersten Weltkrieg hatte das 3. Bersaglieri-Regiment fast 1400 Tote zu beklagen. Das dem Regiment im Ersten Weltkrieg unterstellte 3. Bersaglieri-Radfahrerbataillon unterstand der 3. Armee und stand an der Karstfront zwischen Monfalcone, Monte Sei Busi und Cave di Selz. Nach der Sechsten Isonzoschlacht im August 1916 auf dem Karstplateau südöstlich von Doberdò bei Jamiano. Nach der 12. Isonzoschlacht wurde das Radfahrerbataillon ebenfalls an das Westufer des Piave abgezogen und verblieb bis zur Schlacht von Vittorio Veneto, die zum Zusammenbruch der österreichisch-ungarischen Front führte am Unterlauf des Piave im Raum San Donà di Piave.

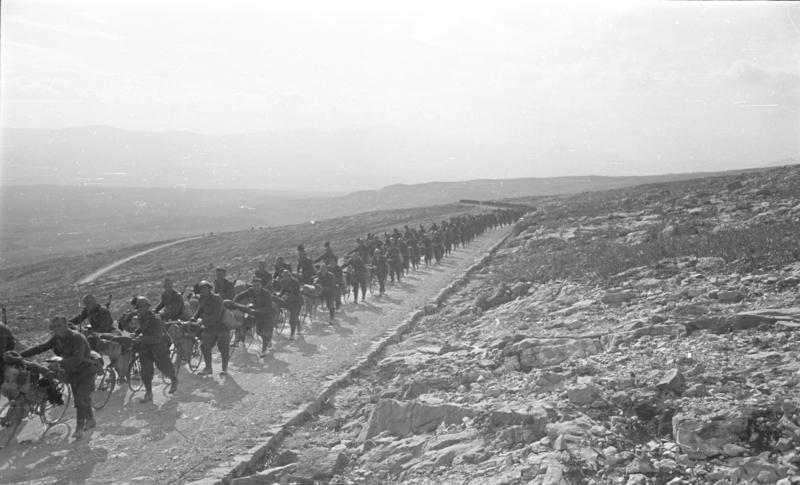
Bersaglieri 1941 in Jugoslawien

1935 und 1936 nahm es mit vier Bataillonen am Abessinienkrieg teil, wo es in beiden Tembienschlachten zum Einsatz kam. 1937 kam es vorübergehend zur neu aufgestellten Panzerbrigade Ariete (dann Division). 1939 wurde es zusammen mit dem 3. Artillerieregiment zu Pferde und den Kavallerieregimentern Lancieri di Novara und Savoia Cavalleria zur 3. Schnellen Division Principe Amedeo Duca d'Aosta zusammengefasst und nahm Anfang 1941 zunächst am Feldzug gegen Jugoslawien teil, dann ab August 1941 im Rahmen des Corpo di spedizione italiano in Russia (CSIR) am Krieg in der Sowjetunion.
Der Feldzug an der Ostfront begann für das Regiment zwischen Dnister und südlichem Bug, von wo aus man in Richtung Süden bis nach Dnepropetrowsk vorstieß. Bei Petrikowka, wo das CSIR über 10.000 Gefangene machte, gelang ein größerer Erfolg. Bei den nachfolgenden Kämpfen im Donezbecken war das 3. Bersaglieri-Regiment am 20. Oktober 1941 an der Eroberung von Stalino beteiligt, wo die Einnahme des Eisenbahnknotens gelang. Am 1. November eroberte das Regiment im Kampf gegen weit überlegene sowjetische Kräfte die Stadt Rykowo, danach kam der Vormarsch wegen des Wintereinbruchs zum Stehen. Der Schwerpunkt der am 25. Dezember gestarteten sowjetischen Gegenoffensive lag im Frontabschnitt des 3. Bersaglieri-Regiments, das bei den schweren Kämpfen einen erschreckenden Blutzoll entrichtete. Durch Gegenangriffe der Division gelang es bis zum 28. Dezember die Frontlinie wiederherzustellen. Im Zug der Sommeroffensive drangen die italienischen Truppen bis zum Don vor. Ende Juli 1942 nahm das 3. Bersaglieri-Regiment an den schweren Kämpfen bei Serafimowitsch teil, die sich dann bis Ende August hinzogen. Das Regiment kämpfte insbesondere bei Rassypnaja, Fatschewka, Iwanowka, Serafimotsch, Brobowski und Jagodnij. Am 11. Dezember 1942 begannen die sowjetischen Truppen im Bereich der 8. italienischen Armee mit der Gegenoffensive „Operation Kleiner Saturn“. Bis zum 19. Dezember hielt die Front der 3. Division mit ihrem 3. Bersaglieri-Regiment am Don den Angriffen stand, obwohl sowjetische Einheiten an anderen Stellen der Front bereits durchgebrochen waren und im Rücken der Bersaglieri standen. Der allgemeine Rückzugsbefehl kam am 19. Dezember, als andere Armeen am Don bereits in Auflösung begriffen waren. Das 3. Bersaglieri-Regiment zeichnete sich noch bei den Rückzugsgefechten bei Tschertkowo aus, wurde jedoch dann bis zum Ende des Monats fast völlig vernichtet. Die Alpini-Verbände befreiten sich bis Ende Januar 1943 unter schweren Verlusten aus der Umklammerung. Insgesamt verlor die italienische 8. Armee während der sowjetischen Winteroffensive 85.000 Soldaten. Die wenigen Überlebenden des 3. Bersaglieri-Regiments kamen bis Ende März nach Italien zurück. Im Zug des Waffenstillstands vom 8. September 1943 wurde das Regiment in der Emilia-Romagna aufgelöst.

### 1946 bis 2009

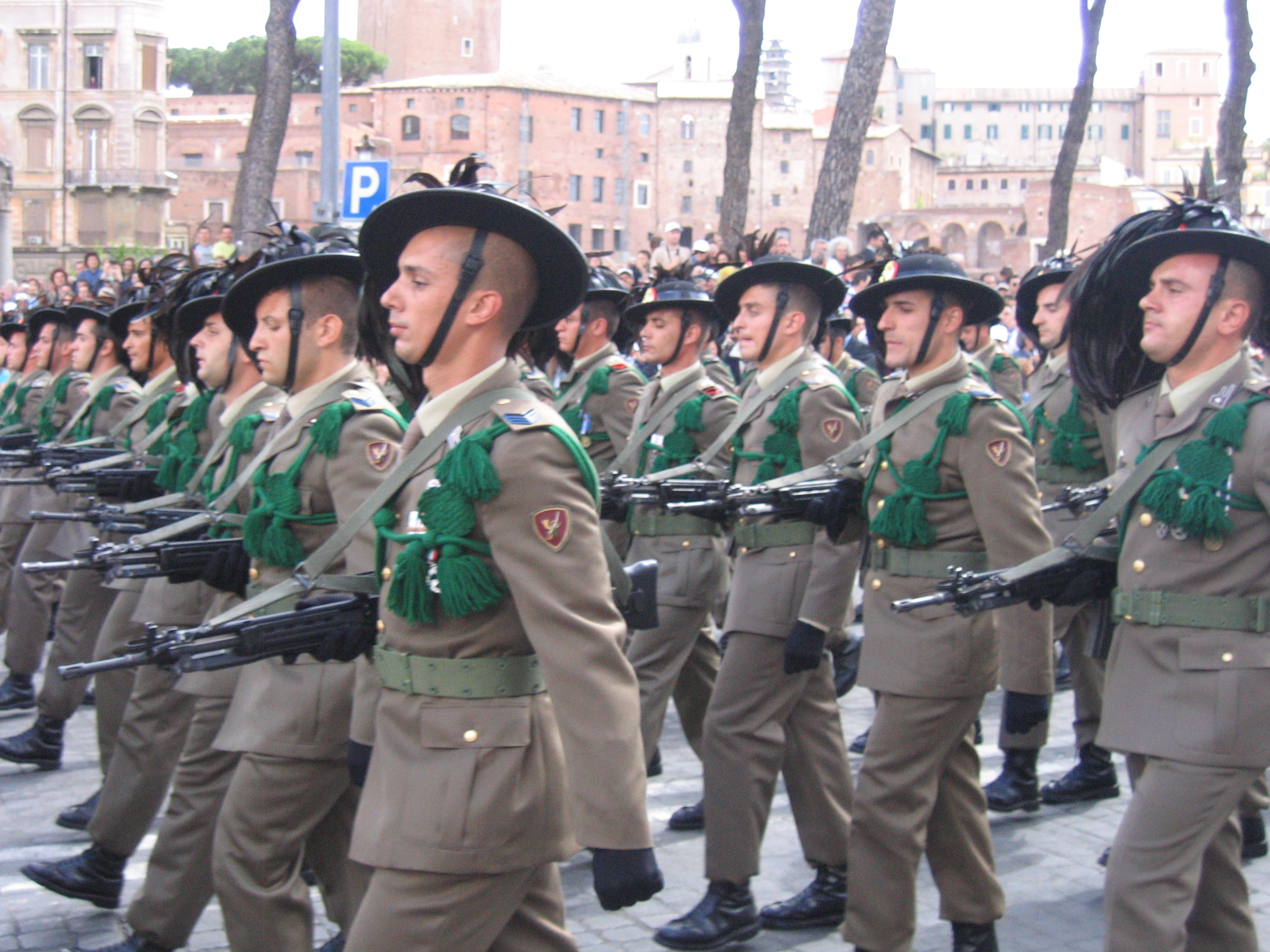
Bersaglieri 2007 bei einer Parade in Rom

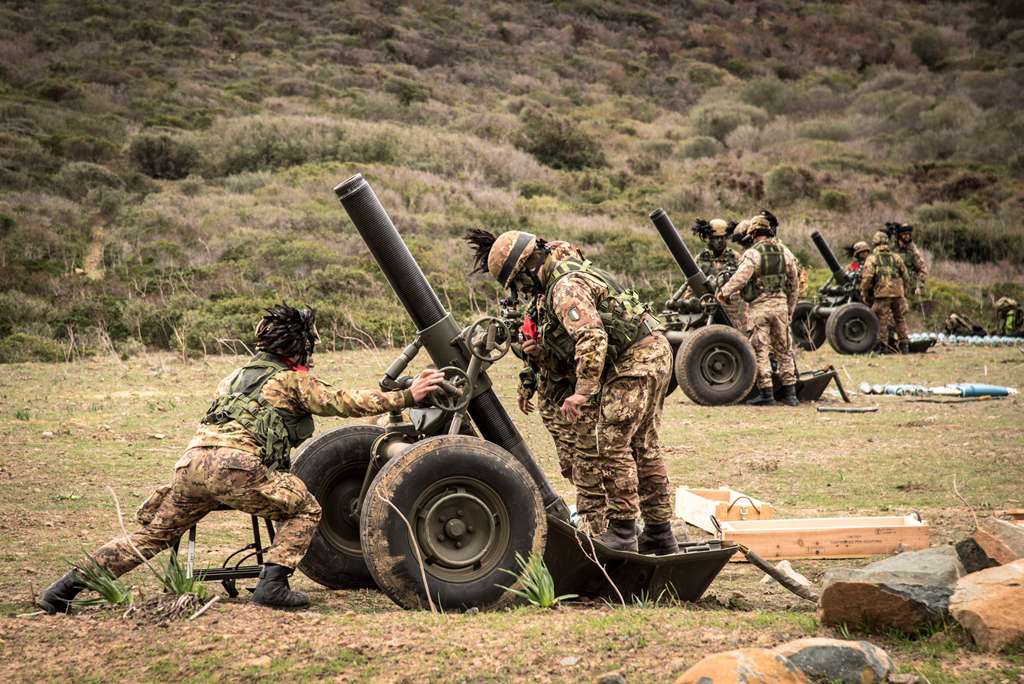
Bersaglieri des 3. Regiments 2017 in Teulada

Es entstand am 1. Juli 1946 in Mailand wieder, u. a. mit dem Bataillon Goito, das im Rahmen der Division Legnano von 1943 bis 1945 auf Seiten der Alliierten in Italien gekämpft und sich u. a. bei Poggio Scanno ausgezeichnet hatte. 1951 wurde das Regiment Teil der neuen Panzerbrigade Centauro, die im Jahr danach zu einer Panzerdivision des III. Korps im Nordwesten Italiens aufwuchs. Als diese Division 1975 im Zug einer Heeresreform neu gegliedert wurde, entstand aus dem 3. Bersaglieri-Regiment der Stab der neuen 3. Bersaglieri-Brigade Goito. Diese führte neben einem Artillerie- und einem Panzerbataillon die Bersaglieri-Bataillone Palestro (6.), Bezzecca (10.) und Poggio Scanno (18.). Letzteres übernahm auch die Truppenfahne des Regiments und war von 1982 bis 1984 mit Teilen an einem Friedenseinsatz im Libanon beteiligt (eine Kompanie ans 2. Bersaglieri-Bataillon Governolo der Brigade Legnano). Im August 1992 entstand das 3. Bersaglieri-Regiment vorwiegend aus Traditionsgründen wieder und übernahm das 18. Bersaglieri-Bataillon Poggio Scanno. 1993/1994 war der Verband im Rahmen der UNOSOM II in Somalia im Einsatz. Mit Auflösung der Panzerbrigade Centauro im Jahr 2002 ging das Regiment an die verbliebene Panzerbrigade Ariete, wurde jedoch in den Jahren danach schrittweise verkleinert, bis schließlich nur mehr der Regimentsstab übrig blieb. Im August 2008 ordnete das Verteidigungsministerium die Verlegung des 3. Bersaglieri-Regiments von Mailand nach Teulada auf Sardinien an, sowie die Übernahme durch die Infanteriebrigade Sassari. Ein Grund für diese Maßnahme war, dass es für ein Fortbestehen des Regiments in Norditalien keine militärischen und vor allem auch keine wirtschaftlichen Notwendigkeiten gab, während zahlreiche Freiwillige aus dem strukturschwachen Sardinien auf dem Festland dienen müssen. Darüber hinaus war man aus Gründen der Tradition am Erhalt des Regiments interessiert.

### Heute
Im Südwesten Sardiniens befindet sich seit den 1950er Jahren bei Capo Teulada ein Truppenübungsplatz, der von gepanzerten Heeresverbänden aus ganz Italien regelmäßig für Übungen genutzt wird. In den 1970er Jahren wurde zu dessen Verwaltung und als kleine Opposing Force das 1. Panzerregiment mit einem Standortkommando und einem gemischten Panzerbataillon (wieder) aufgestellt. Im Zug der Verlegung hat das 3. Bersaglieri-Regiment dieses gemischte Bataillon, zu dem schon in der Vergangenheit eine Bersaglieri-Kompanie gehörte, übernommen. Eine weitere Umstrukturierung und Erweiterung ist im Gang. Das erste Panzerregiment bleibt als reines Verwaltungskommando vorerst bestehen.
Im September 2011 wurde das Regiment zusammen mit der Brigade zu einem mehrmonatigen Einsatz nach Afghanistan entsandt. Das 3. Bersaglieri-Regiment übernahm die Führung des Provincial Reconstruction Teams in Herat und war am Wiederaufbau des zivilen Teiles des Flughafens Herat beteiligt. Teile des Regiments wurden Ende 2017 vorübergehend nach Libyen entsandt.

## Bekannte Angehörige des Regiments
- Lorenzo Dalmazzo (1886–1959), General
- Enrico Toti (1882–1916), beinamputierter Kriegsheld